# 李念茲
李念茲（1837年—1909年），字鐵帆，號慕皋，直隸鹽山縣（今河北省鹽山縣）人，清朝政治人物。

## 生平
同治六年，鄉試中舉。同治十三年，貢士。光緒二年，登進士，以主事用籤分刑部雲南司行走。光緒十一年，兼秋審處行走。光緒十四年，任奉天司主稿、四川司主事。光緒十六年，任刑部貴州司員外郎。光緒十七年，任督捕司郎中。光緒二十年，任浙江道監察御史。光緒二十二年，任掌浙江道監察御史。光緒二十四年，改四川雅州府知府，后改任浙江湖州府知府。